# 翁長 (豊見城市)
翁長（おなが）は、沖縄県豊見城市の地名。郵便番号は901-0200。
那覇市のベッドタウンとして発展している豊見城市のなかでも特に著しく発展している豊崎地区に隣接している。

## 地理
豊見城市南部に位置する那覇市と糸満市の中継地である。豊崎干潟を挟んで西側に豊崎、北側に与根・座安、東側に保栄茂、南側に糸満市の阿波根と接している。

## 概要
豊見城南高校、県営翁長高層住宅があるほか、旧国道331号線沿いにはスーパーや事務所、アパートなどが立ち並ぶ地域。近年は少しずつ人口が増加してきている。野菜類の農業が盛んで、畜産業も営まれている。那覇市と糸満市の中継地であるため、多くのバスが乗り入れている交通の要所でもある。

## 施設

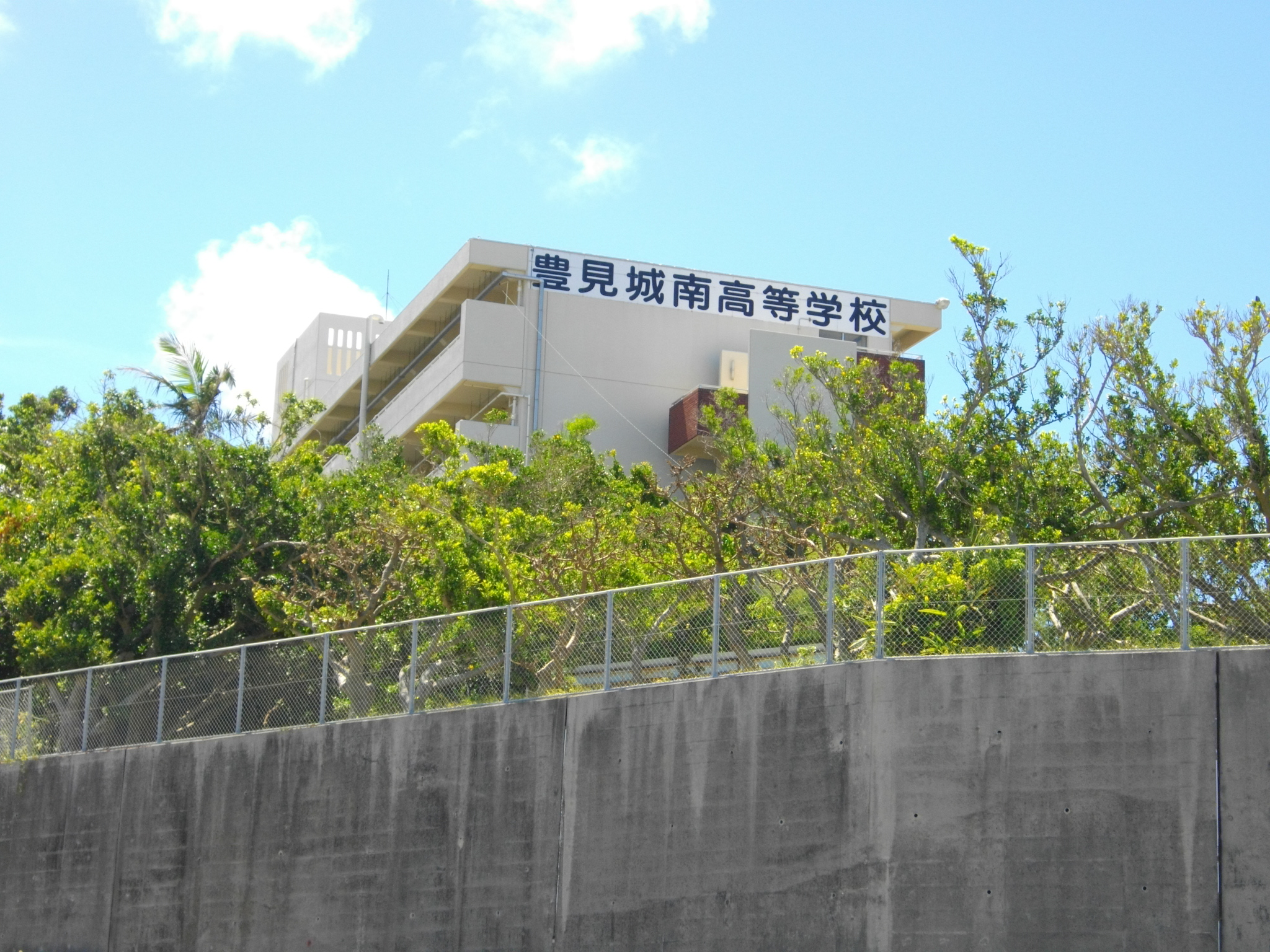
豊見城南高等学校

- 沖創建設豊見城支店
- 翁長公民館
- 翁長南公園
- 沖縄県立豊見城南高等学校
- 県営翁長高層団地
- サンエー糸満ロードショッピングセンター
- ジョン万次郎記念碑
- スズキアリーナ南部
- 中部観光サービス
- 道心寺
- 動物病院22時 豊崎医院 NEO
- トミコン
- 有料老人ホームとよさき
- 琉球バス交通豊見城営業所

## 交通

### バス
以下のバス停留所が存在する。
- 翁長北
- 豊見城南高校前(県道256号側)
- 豊見城南高校前(部落道路側)
- 翁長入口
- 翁長(県道256号側)
- 翁長(部落道路側
- 座安入口(座安小学校側)

上記バス停に停車する全ての路線を掲載する。路線詳細については沖縄本島のバス路線を参照のこと。
| 系統  | 路線名                 | 運行区間                             | 運行区間                             | 運行本数 | 運行本数 | 運行本数 | バリアフリー       | 事業者                 | 備考         |
| 系統  | 路線名                 | バス停留所名                         | バス停留所名                         | 平日     | 土曜     | 日曜     | バリアフリー       | 事業者                 | 備考         |
| ----- | ---------------------- | ------------------------------------ | ------------------------------------ | -------- | -------- | -------- | ------------------ | ---------------------- | ------------ |
| 55番  | 牧港線                 | 道の駅豊崎                           | 宜野湾出張所                         | 30       | 22       | 22       | 一部の便車いす対応 | 琉球バス交通           | 那覇BTに停車 |
| 56番  | 浦添線                 | 道の駅豊崎                           | 西原4丁目／真栄原                    | 36       | 22       | 22       | 一部の便車いす対応 | 琉球バス交通           | 那覇BTに停車 |
| 88番  | 宜野湾線               | 道の駅豊崎                           | 宜野湾出張所                         | 3        | —        | —        |                    | 琉球バス交通           | 那覇BTに停車 |
| 89番  | 糸満線                 | 那覇BT                               | 糸満BT                               | 57       | 45       | 45       | 一部の便車いす対応 | 琉球バス交通・沖縄バス | 那覇BTに停車 |
| 89番  | 糸満線（航空隊前経由） | 那覇BT                               | 糸満BT                               | 3        | 4        | 4        | 一部の便車いす対応 | 琉球バス交通・沖縄バス | 那覇BTに停車 |
| 89番  | 糸満線（西崎経由）     | 那覇BT                               | 糸満BT                               | 10       | 9        | 9        | 一部の便車いす対応 | 琉球バス交通・沖縄バス | 那覇BTに停車 |
| 98番  | 琉大線（バイパス経由） | 道の駅豊崎                           | 琉大北口駐車場                       | 40       | 24       | 24       | 一部の便車いす対応 | 琉球バス交通           | 那覇BTに停車 |
| 105番 | 豊見城市内一周線       | 豊崎美らSUNビーチ前／道の駅豊崎 発着 | 豊崎美らSUNビーチ前／道の駅豊崎 発着 | 8        | 4        | 4        |                    | 琉球バス交通           |              |

参考：バスマップ沖縄、ちゅらバス@なび

### 道路
- 沖縄県道256号豊見城糸満線
- 沖縄県道249号東風平豊見城線